# Pista robustiseta
Pista robustiseta är en ringmaskart som beskrevs av Maurice Caullery 1915. Pista robustiseta ingår i släktet Pista och familjen Terebellidae. Inga underarter finns listade i Catalogue of Life.